# Саунд-арт
Са́унд-арт, или звуковое искусство (англ. Sound art, нем. Klangkunst, фр. Art sonore), — вид междисциплинарного искусства (медиаискусства), материалом которого является звук. Точное определение звукового искусства, а также вопрос о разграничении саунд-арта и музыки представляют собой определённую методологическую проблему, по-разному решаемую разными исследователями. Наиболее распространёнными видами звукового искусства являются звуковая скульптура (см. en:Sound art#Sound sculpture), звуковая инсталляция, саундскейп (звуковой ландшафт).
Проблематика саунд-арта, как правило, связана с акустикой, психоакустикой,  звуковой экологией, аркологией, культурными и технологическими аспектами звукозаписи.

## Проблема определения
Одна из фундаментальных проблем в изучении саунд-арта — вопрос о его определении и границе музыкального и звукового искусств. В наиболее общих чертах саунд-арт трактуется в англо-американской традиции, где так обозначается любая работа художника со звуком. Искусствовед Даглас Кан в одной из своих статей пишет: «Мне не слишком нравится термин „звуковое искусство“. Я предпочитаю более общее понятие „звук в искусстве“». Следует также отметить, что ряд художников настаивают на принципиальной неопределимости саунд-арта, или же отвергают этот термин как таковой.
В Германии изучение звукового искусства происходило в основном в рамках музыковедения, поэтому в определении акцент делался на том, что отличало его от музыки — пространственном или пластическом измерении. По выражению музыковеда Хельги де ла Мотте-Хабер, «Звуковое искусство предназначено в равной степени для слуха и для зрения». Подобной же точки зрения придерживается живущий в Берлине американский художник и исследователь саунд-арта Брендон ЛаБелль: «По моему убеждению, способность звука выстраивать смысловые отношения может быть прослежена в способах его бытования в пространстве, поскольку звук и пространство имеют особенно напряженные отношения. Это, без сомнения, лежит в самой основе практики саунд-арта…».
Дополнительную путаницу вносит тот факт, что понятие «sound art» изначально появилось в английском языке для описания ряда экспериментальных музыкальных практик. Поэтому употребление в русском языке термина «звуковое искусство» (по аналогии с большинством европейских языков) является, возможно, более предпочтительным.

## История звукового искусства
В отношении истоков звукового искусства также нет единого мнения. Алан Лихт считает самым ранним примером звуковой скульптуры китайские литофоны. Аналогичным образом Стив Маккефри возводит истоки звуковой поэзии к экмелической шаманской декламации первобытных культур. Хельга де ла Мотте-Хабер свою подробную хронологию саунд-арта в XX веке открывает изобретением синтезатора Кахилла и говорящих открыток.
Первая веха, на которой сходятся более-менее все исследователи — создание итальянским художником-футуристом Луиджи Руссоло шумовых инструментов «intonarumori» в 1913 году. В это же время с идеей «музыкальной мебели» — то есть такой музыки, которая была бы частью интерьера, выступает Эрик Сати. «Paroles in liberta» Маринетти, симультанные чтения дадаистов и «Ursonate» Курта Швиттерса закладывают основы звуковой поэзии в 1900—1920-х.
Важные звуковые эксперименты проводились в 1920-е годы русскими футуристами. В 1919 году Лев Термен изобреает терменвокс — электрический инструмент, в котором звук создавался движением рук исполнителя. В «Симфонии гудков» Арсения Авраамова (1923) оркестром становился целый город с его заводами и фабриками, самолётами и паровозами, артиллерийскими орудиями. Он же, совместно с Евгением Шолпо и Михалом Цехановским, работал над идеей «графического звука» — музыки, создававшейся посредством рисования на звуковой дорожке киноплёнки. Одновременно с ними независимые опыты в этой области проводили Рудольф Пфеннингер в Мюнхене и Оскар Фишингер в Берлине.
Манифестом «Будущее музыки: кредо» в 1937 Джон Кейдж начинает развивать в своих статьях и музыкальных работах идею о том, что всякий звук является музыкой. С 1950-х он использует случайные процессы для сочинения и исполнения музыки. В 1952 Кейдж пишет «4'33"» — четыре с половиной минуты молчания для любого состава исполнителей. В 1957—59 годах он ведёт композиторский класс, из участников которого формируется движение Флюксус.
В конце 1940-х годов французский композитор Пьер Шеффер начинает создавать музыкальные полотна из звукозаписей — так называемую «конкретную музыку». В 1954 году братья Бернар и Франсуа Баше начинают изготовление экспериментальных музыкальных инструментов — «звуковых скульптур». С 1958 их работы начинают не только использоваться в концертах, но и выставляться в различных галереях. В это же время выставляет свои первые кинетические звуковые скульптуры Жан Тэнгли. С 1957 году Анри Шопен начинает выступать со своей «сонорной поэзией» — аудио-коллажами из записей собственного голоса, подвергнутых грубой обработке.
Окончательное складывание звукового искусства происходит в 1960-е годы. В 1962 году американский композитор Ла Монте Янг начинает строительство «Дома мечты», трансформируя своё жизненное пространство в тотальную музыкальную инсталляцию. В 1965 году Алвин Лусиер пишет «Музыку для исполнителя соло», в которой снятые энцефалограммой альфа-волны мозга управляют звучанием ряда ударных инструментов. В 1967-68 годах Макс Нойхаус создаёт первую звуковую инсталляцию «Drive-in Music». В этой работе передатчики, установленные на обочине скоростного шоссе, транслировали на определённых частотах семь звуковых фрагментов. Каждый проезжающий по трассе, в зависимости от скорости его автомобиля и настройки приемника, получал различный слуховой опыт, таким образом «до создавая» произведение. Тогда же, в конце 1960-х, Р. М. Шейфер основывает в Университете Саймона Фрейзера «World Soundscape Project» — проект, посвящённый документации и исследованию звуковых пространств. В этом проекте берут начало акустическая экология и саундскейп. С середины 1970-х годов жанр звуковой скульптуры стал центральным для творчества Билла Фонтаны.

## Звуковое искусство в России
После активного развития звуковых практик в 1920—30-е годы, в СССР практически прекратились любые художественные эксперименты со звуком за исключением опытов в звукорежиссуре. В 1960-е годы, инженер и исследователь Евгений Мурзин создает синтезатор «АНС». Этот инструмент вызвал огромный интерес у музыкантов. Вокруг него начала формироваться Московская Экспериментальная Студия электронной музыки в музее-квартире композитора А. Н. Скрябина. В студии работали и экспериментировали молодые композиторы интересовавшиеся электронной музыкой и экспериментами со звуком: Э. Артемьев, А. Волконский, С. Крейчи, А. Шнитке, Э. Денисов, С. Губайдулина, А. Немтин, Ш. Калош и В. Мартынов. Одновременно с этим, в Казани появляется «СКБ Прометей» — экспериментальная лаборатория занимающаяся светомузыкой и проблемами синтеза искусств. В том числе, в СКБ разрабатывали многоканальные звуковые системы пространственного звучания, синтезаторы и звуковые инсталляции. На протяжении десятилетий эта организация была единственной в СССР и России, занимавшейся научными и практическими опытами в этой области. В 1990-е годы в Москве появился «Термен-центр» — лаборатория и учебный центр при Московской консерватории посвященный электроакустической музыке и мультимедиа-технологиям в искусстве. Основатель центра Андрей Смирнов, на протяжении многих лет занимается изучением и восстановлением наследия советских звуковых экспериментаторов, композиторов и инженеров. На основе неформального сообщества молодых художников интересующихся звуком, сформировавшегося в Термен-центре, в 2000-е годы появилось сообщество звуковых художников и исследователь SoundArtist.ru — неформальное объединение нескольких десятков артистов, активно использующих звук в своей практике. Под эгидой сообщества действует Московская галерея звукового искусства. Современные российские звуковые художники: Сергей Филатов, ::vtol:: (Дмитрий Морозов), Евгений Вороновский, Олег Макаров, Сергей Касич, Павел Жагун, Андрей Свибович.

## Галерея

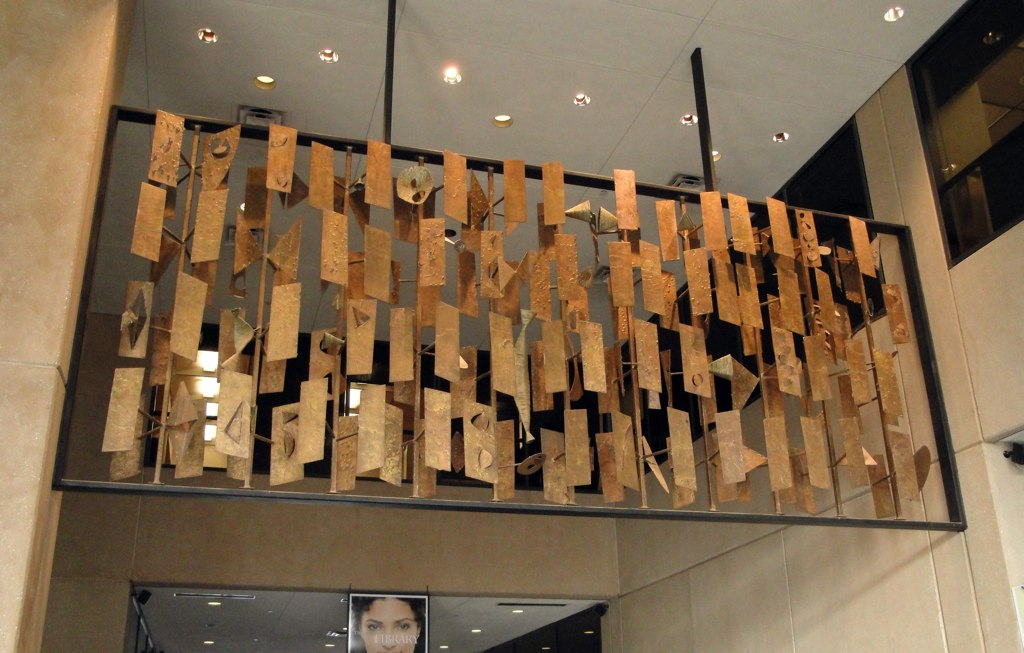
Текстурированный экран, Гарри Бертойя[англ.], 1954
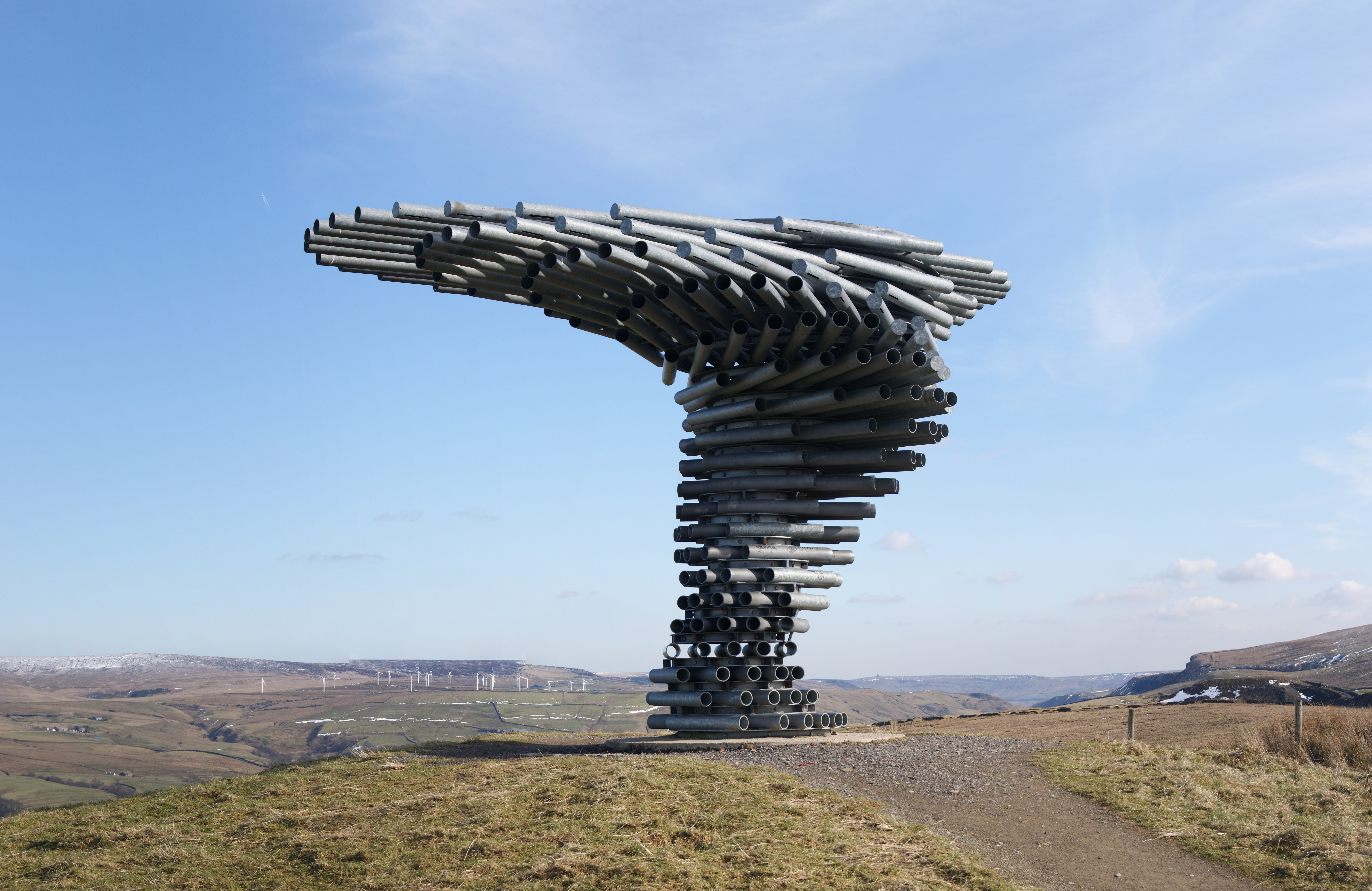
Поющее звенящее дерево (Паноптиконы[англ.])
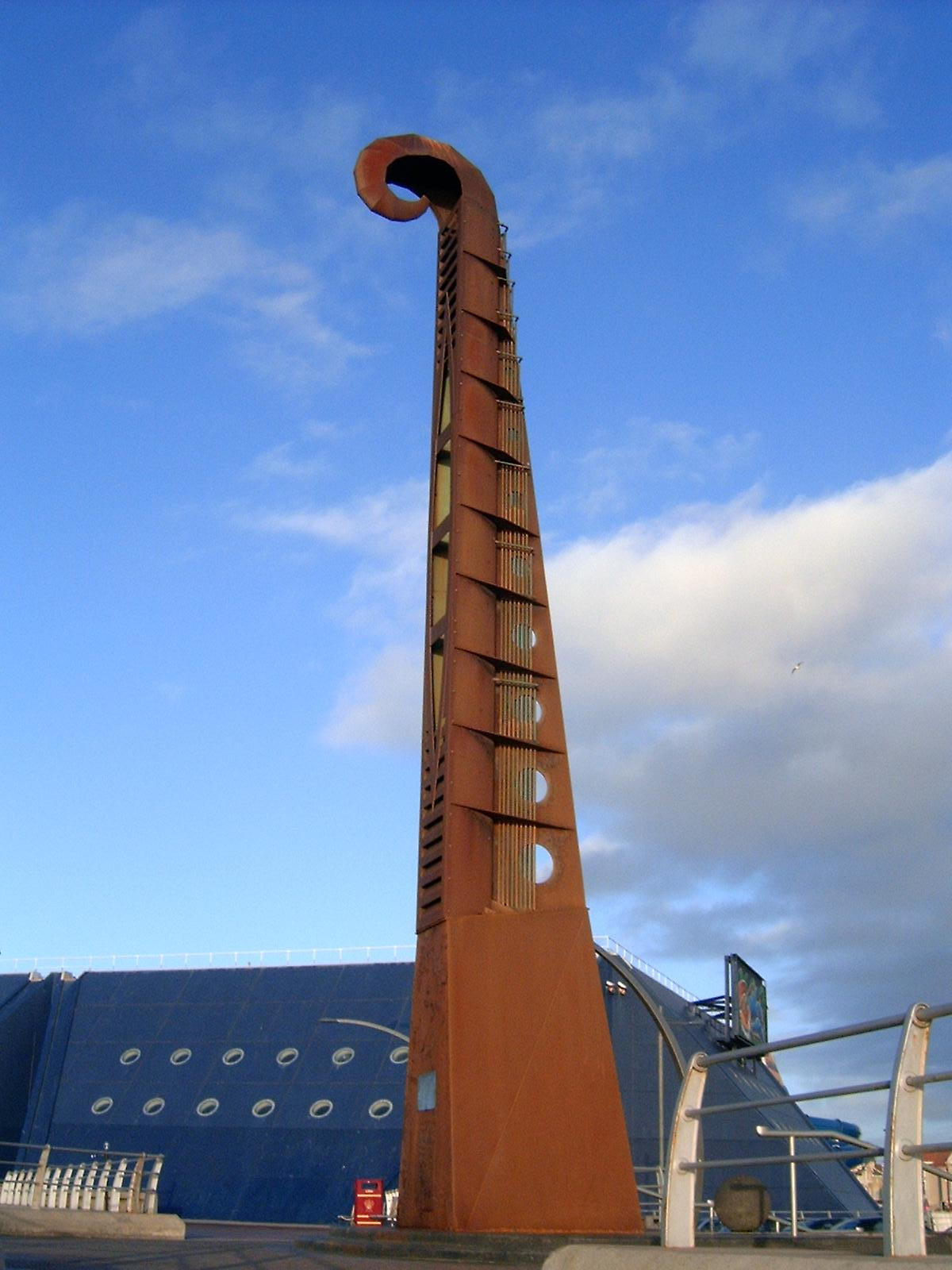
Блэкпульский приливной орган
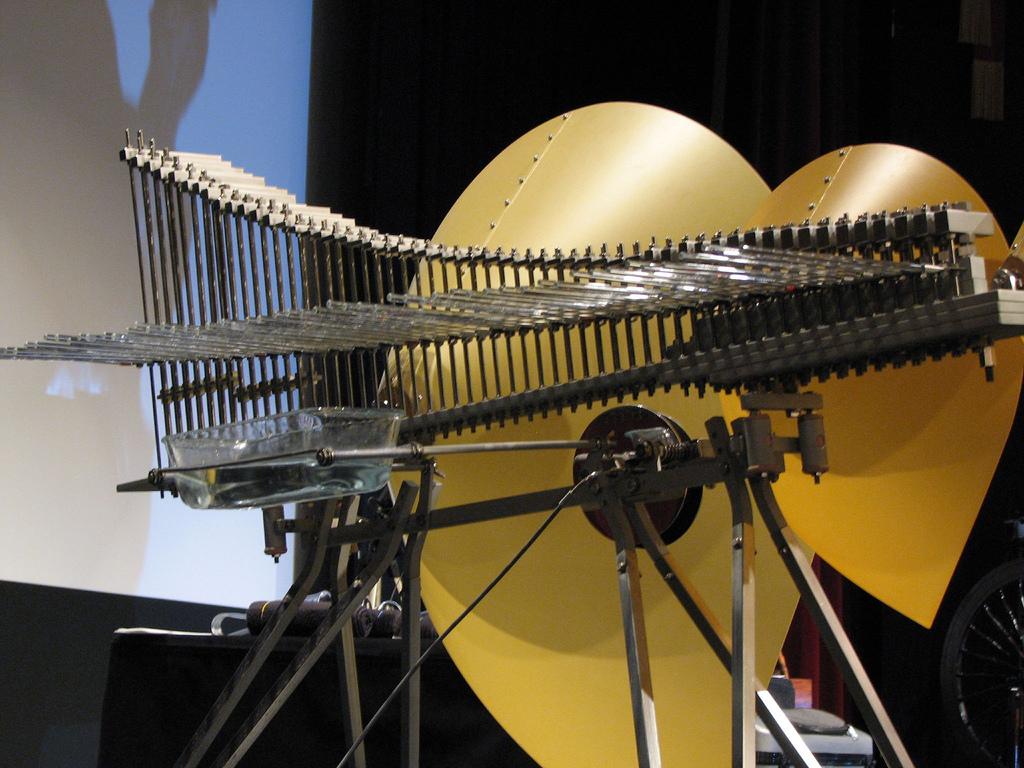
Кристал-Баше[англ.]
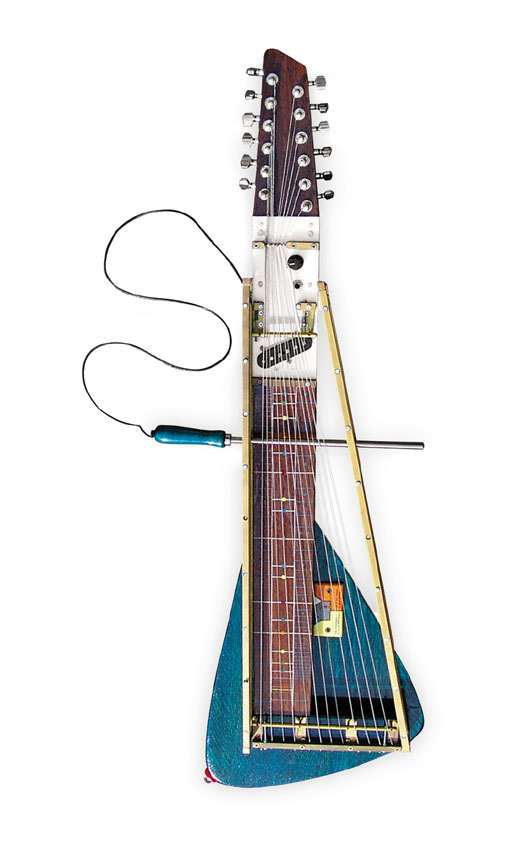
Мудсвинджер, Юрий Ландман, 2006
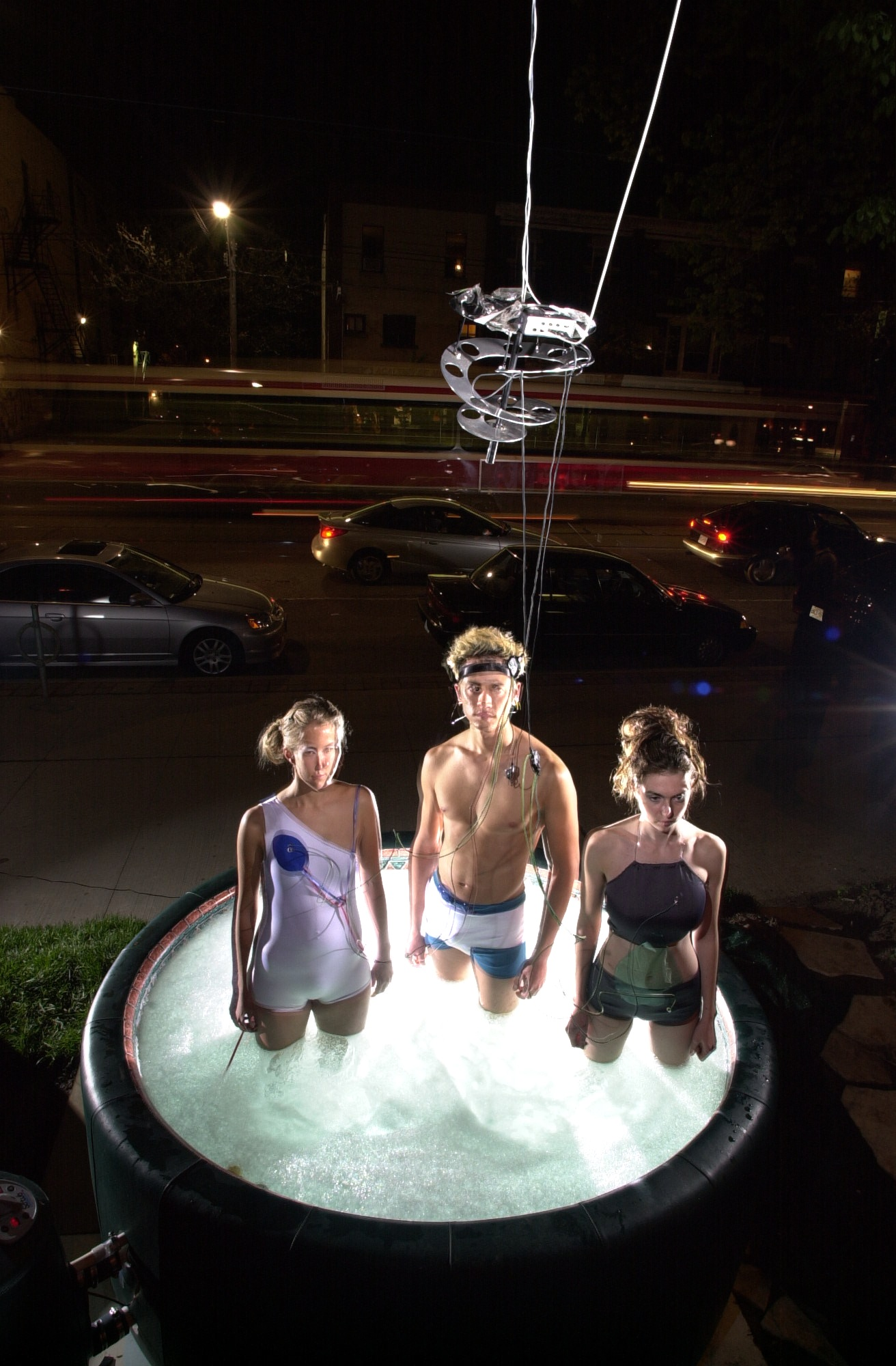
Два электрокардиофона[англ.] и электроэнцефалофон[англ.]
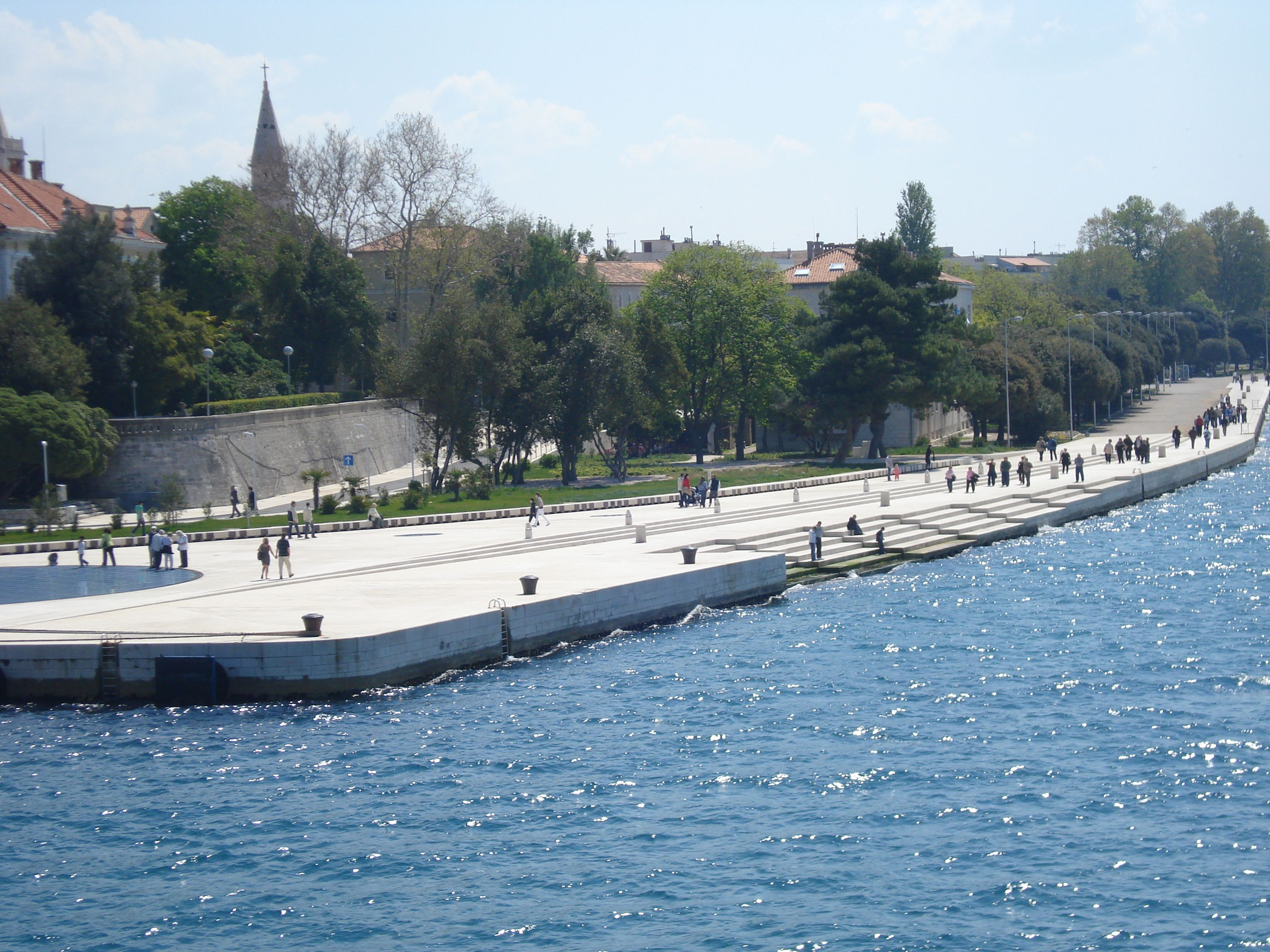
Морской орган, архитектор Никола Башич